# Robert E. Withers
Robert E. Withers (Lynchburg, 1821. szeptember 18. – Wytheville, 1907. szeptember 21.) az Amerikai Egyesült Államok szenátora (Virginia, 1875–1881).